# Yager
Yager is een actie-vluchtsimulatiespel ontwikkeld door Yager Entertainment. Het spel werd in Europa uitgegeven door THQ en kwam op 1 mei 2003 uit voor de Xbox. Op 1 september 2004 kwam het spel ook uit voor Windows.
De speler neemt de rol aan van Magnus Tide, een freelance ruimte avonturier die terechtkomt in een ruimte oorlog. Het spel bevat 22 levels waarin de speler allerlei opdrachten tot een goed einde moet brengen met behulp van verschillende soorten wapens en een ruimteschip.